# Ludwig Bledow
Ludwig Erdmann Bledow (27 de julio de 1795, Berlín - 6 de agosto de 1846 Berlín) fue un ajedrecista alemán, cofundador de la Escuela de Berlín. En 1846 fundó la primera revista de ajedrez alemán, Schachzeitung der Berliner Schachgesellschaft, que más tarde tomaría el nombre de Deutsche Schachzeitung.

## Su influencia en el Ajedrez
Varios detalles de movimientos del juego y las normas de competencia no habían sido aceptados universalmente en la época de Bledow, y algunos todavía se estaban debatiendo en 1851.
Bledow, influenciado por Karl Schorn, coincidió en que a un jugador se le permite tener múltiples reinas ( como resultado de las promociones de peón ), por lo que las reglas del ajedrez en Alemania fueron en línea con el estilo francés e inglés de jugar. También argumentó fuertemente a favor de la norma toque-movimiento.
Bledow escribió una carta a Tassilo von Heydebrand und der Lasa (normalmente se abrevia como "von der Lasa"), que propone la organización de un torneo internacional en Tréveris, carta publicada en la Schachzeitung Deutsche en 1848, 2 años después de la muerte Bledow. Bledow tenía la intención de que el ganador del torneo propuesto debe ser reconocido como el campeón del mundo: "El próximo año esperamos vernos en Trier, y hasta entonces el ganador de la batalla de París no deben ser demasiado orgulloso de su posición especial, ya que en Trier la primera corona será entregada. " ("Batalla de París", partida de 1843 entre Howard Staunton y Pierre Charles Fournier de Saint-Amant). La noticia estimuló a Staunton a organizar en Londres en 1851 un torneo de ajedrez, que era en realidad el primer Mundial de Ajedrez.
En 1851, los restantes miembros de la Escuela de Berlín eligieron a Adolf Anderssen para representar a Alemania en el citado torneo ( Torneo de ajedrez de Londres de 1851 ) a celebrar en Londres. Tras ganar el torneo, Anderssen fue reconocido como el jugador más fuerte del mundo. De hecho, Hugh Alexander Kennedy, que jugó en el torneo y ayudó a su organización, escribió antes del inicio  del evento qu prácticamente fue "para el relevo del campeón del mundo de Ajedrez".

## Enfrentamientos
Los logros como ajedrecista de Bledow son conocidos gracias a algunos jugadores contemporáneos, ya que en su época rara vez se recopilaban sus partidas. Algunas fuentes, incluyendo Schachzeitung der Berliner Schachgesellschaft, o correspondencia de Tassilo Heydebrand von und der Lasa, indican que Bledow obtuvo los siguientes resultados:
- En 1838-1839 obtuvo una serie de victorias contra József Szén, que había derrotado anteriormente a Louis-Charles Mahé de La Bourdonnais en una partida en 1836.
- Ganó una partida contra Carl Jaenisch en 1842.
- Ganó la mayoría de sus partidas contra Henry Thomas Buckle. Se echa en falta que Buckle tampoco dejara constancia de sus prtidas, que hubiera permitido comparar a Bledow con los principales jugadores ingleses, como Howard Staunton. Buckle fue considerado el segundo jugador más fuerte de Inglaterra después de Staunton, de hecho algunos de los enemigos de Staunton argumentaron que Buckle fue mejor jugador.
- En 1845 batió a Adolf Anderssen por 5-0 o 4 ½ - ½, según la fuente consultada. Por entonces Anderssen tenía 27 años, con menos experiencia cuando ganó los Torneos Internacionales de Londres en 1851 y 1852.
- Derrotó a Augustus Mongredien 7 -4 = 1, también en 1845. En ese momento Mongredien era considerado un jugador más fuerte de lo que era en la década de 1850 y 1860. En 1845, posiblemente su mejor año, Mongredien hizo tablas con Carl Mayet, y perdió con Staunton por -2 = 3. Más tarde, no pudo vencer a Paul Morphy (1859), Daniel Harrwitz (1860), y Wilhelm Steinitz (1863), y terminó en el puesto  11 de los 14 jugadores en el Torneo Internacional de Londres de 1862 (que no fue invitado a participar en el torneo de 1851, posiblemente porque enfrentado a algunos jugadores de los clubes de Londres).

Esta información no es suficiente para considerar a Bledow como el jugador más fuerte de mediados de los años 1840, pero se le considera como un buen jugador.
Un artículo de 1860 en el Atlantic califica a categoriza como "prudente" (como François-André Danican Philidor, Staunton, Harrwitz, Slous, Bernhard Horwitz y Szén) en lugar de "osado" (como Labourdonnais, Morphy, Anderssen, Carl Mayet, Max Lange, von der Lasa, Serafino Dubois, Amant Saint, Mongredien, Johann Löwenthal y otros).

## Partidas destacadas
- Dr. Ludwig Bledow vs Paul Rudolf von Bilguer (1838)
- Dr. Ludwig Bledow vs Baron Tassilo Heydebrand und der Lasa (1838)

## Obras
- Die zwischen dem Berliner und Posener Klub durch Correspondenz gespielten Schach-Partieen, Veit und Comp., Berlín 1843
- Die zwischen dem Berliner und Posener Klub durch Correspondenz gespielten Schach-Partieen, Schachverlag Mädler, Dresde 1997 (Nachdruck der Ausgabe Berlin 1843) ISBN 3-925691-19-7
- Stamma's hundert Endspiele, nach der Ausgabe von 1745 bearbeitet, übersetzt von L. Bledow und O. von Oppen, Berlín 1856